# Czysciki
Czysciki (biał. Чысцікі; ros. Чистики, Czistiki) – wieś na Białorusi, w obwodzie mohylewskim, w rejonie horeckim, w sielsowiecie Lenino. W 2009 roku była niezamieszkana.